# Iso-Tervanen
Iso-Tervanen är en sjö i kommunerna Suonenjoki och Pieksämäki i landskapen Norra Savolax och Södra Savolax i Finland. Sjön ligger 116,3 meter över havet. Den är 11,5 meter djup. Arean är 1,01 kvadratkilometer och strandlinjen är 8,78 kilometer lång. Sjön  ingår i Kymmene älvs huvudavrinningsområde.   Den ligger omkring 58 kilometer sydväst om Kuopio, omkring 89 kilometer norr om S:t Michel och omkring 280 kilometer norr om Helsingfors. 
I sjön finns öarna några öar, de största är Isosaari och Etusaari. 